# 2-es metró (Nanking)
A nankingi metróhálózat 2-es jelzésű vonala a Jufangcsiao állomást és Csingtienlut köti össze. A vonal hossza 38 kilométer, amin 26 állomás található. Átadására 2010. május 28-án került sor.

## Üzemidő
| Irány            | Első | Utolsó |
| ---------------- | ---- | ------ |
| Csingtienlu felé | 6:00 | 23:00  |
| Jufangcsiao felé | 6:00 | 23:00  |

## Állomáslista
|                                          |              |             |  |
| Jufangcsiao                              | 油坊桥       | S3-as vonal |  |
| Jüruntacsie                              | 雨润大街     |             |  |
| Jüantung                                 | 元通         | 10-es vonal |  |
| Keleti Olimpiai Stadion                  | 奥体中心     |             |  |
| Hszinglungtacsie                         | 兴隆大街     |             |  |
| Csicsingmentacsie                        | 集庆门大街   |             |  |
| Jüncsinlu                                | 云锦路       |             |  |
| Mocsouhu                                 | 莫愁湖       |             |  |
| Hancsungmen                              | 汉中门       |             |  |
| Sanghajlu                                | 上海路       |             |  |
| Hszincsiekou                             | 新街口       | 1-es vonal  |  |
| Tahszingkung                             | 大行宫       | 3-as vonal  |  |
| Hszi’anmen                               | 西安门       |             |  |
| Mingkukung                               | 明故宫       |             |  |
| Muhszüjüan                               | 苜蓿园       |             |  |
| Hsziamafang                              | 下马坊       |             |  |
| Hsziaolingvej                            | 孝陵卫       |             |  |
| Csunglingcsie                            | 钟灵街       |             |  |
| Macsün                                   | 马群         |             |  |
| Csinmalu                                 | 金马路       | 4-es vonal  |  |
| Hszienhomen                              | 仙鹤门       |             |  |
| Hszüecelu                                | 学则路       |             |  |
| Hszianlincsunghszin                      | 仙林中心     |             |  |
| Jangsangungjüan                          | 羊山公园     |             |  |
| Nakingi Egyetem – Hszienlin Egyetemváros | 南大仙林校区 |             |  |
| Csingtienlu                              | 经天路       |             |  |
|                                          |              |             |  |

## Fordítás
- Ez a szócikk részben vagy egészben  a   Line 2, Nanjing Metro című angol Wikipédia-szócikk fordításán alapul.  Az eredeti cikk szerkesztőit annak laptörténete sorolja fel. Ez a jelzés csupán a megfogalmazás eredetét és a szerzői jogokat jelzi, nem szolgál a cikkben szereplő információk forrásmegjelöléseként.
- Ez a szócikk részben vagy egészben  a(z)   南京地铁2号线 című kínai Wikipédia-szócikk fordításán alapul.  Az eredeti cikk szerkesztőit annak laptörténete sorolja fel. Ez a jelzés csupán a megfogalmazás eredetét és a szerzői jogokat jelzi, nem szolgál a cikkben szereplő információk forrásmegjelöléseként.